# Škoda 19T
Škoda 19T (obchodní název Elektra) je obousměrná pětičlánková, částečně nízkopodlažní tramvaj vyráběná českou firmou Škoda Transportation v letech 2010–2011.
Jedná se o obousměrnou variantu tramvaje Škoda 16T, kterou firma dodala do Vratislavi v letech 2006–2011 v počtu 31 kusů. Vůz je složen z pěti článků (design od studia Porsche Design Group), z nichž liché jsou usazeny na dvounápravových podvozcích, sudé jsou nesené. Krajní podvozky jsou hnací, vždy se dvěma elektromotory o výkonu 95 kW. Tramvaj je z 65 % nízkopodlažní. Polopantograf je umístěn na středním článku.

## Výroba
Smlouva na dodávku 28 tramvají 19T do Vratislavi byla podepsána 2. dubna 2009. Později byla navýšena o další tři vozy, celkový kontrakt tak dosahuje částky přibližně 2 miliardy korun. První vyrobená tramvaj byla zástupcům Vratislavi představena v areálu Škody v Plzni dne 12. listopadu 2010. Všechny vozy byly dodány do konce roku 2011. Jsou součástí projektu Tramvaj Plus, v rámci kterého má být pomocí moderních tratí a vozidel spojeno centrum města s fotbalovým stadionem, kde se v roce 2012 budou konat zápasy mistrovství Evropy ve fotbale.
Prototyp byl 23. listopadu 2010 převezen z areálu Škody do plzeňské tramvajové vozovny Slovany, kde byl složen a obdržel „prototypové“ evidenční číslo 117 (v řadě zkoušených vozů). Ještě téhož dne v noci vyjel do ulic města kvůli složení technicko-bezpečností zkoušky a od té doby absolvovala tramvaj několik zkušebních jízd po Plzni (kromě jedné odpolední výjimky pouze v nočních hodinách). Dne 3. prosince 2010 byla odvezena z areálu PMDP zpět k výrobci. Ještě v průběhu prosince byl vůz předán vratislavskému dopravnímu podniku, který jej označil evidenčním číslem 3101. Všechny vozy byly dodány do konce roku 2011.

## Dodávky tramvají
V letech 2010 a 2011 bylo vyrobeno celkem 31 vozů.
| Současný stát | Město     | Článek | Roky dodávek | Počet vozů | Evidenční čísla při dodání | Poznámky | Zdroj       |
| ------------- | --------- | ------ | ------------ | ---------- | -------------------------- | -------- | ----------- |
| Polsko        | Vratislav | článek | 2010         | 2          | 3101, 3102                 |          | [ 6 ] [ 7 ] |
| Polsko        | Vratislav | článek | 2011         | 29         | 3103–3131                  |          | [ 6 ] [ 7 ] |